# NGC 4325
NGC 4325 est une galaxie elliptique située dans la constellation de la Vierge. NGC 4325 a été découverte par l'astronome germano-britannique William Herschel en 1784. Cette galaxie a aussi été observée par l'astronome prussien Heinrich Louis d'Arrest le 15 avril 1865 et elle a été inscrite au catalogue NGC sous la cote NGC 4368.

## Caractéristiques

### Distance
Sa vitesse par rapport au fond diffus cosmologique est de 7 978 ± 24 km/s, ce qui correspond à une distance de Hubble de 117,7 ± 8,2 Mpc (∼384 millions d'al).
À ce jour, une mesure non basée sur le décalage vers le rouge (redshift) donne une distance d'environ 102,000 Mpc (∼333 millions d'al). Cette valeur est légèrement à l'extérieur des valeurs de la distance de Hubble. Notons cependant que c'est avec la valeur moyenne des mesures indépendantes, lorsqu'elles existent, que la base de données NASA/IPAC calcule le diamètre d'une galaxie et qu'en conséquence le diamètre de NGC 4325 pourrait être d'environ 47,4 kpc (∼155 000 al) si on utilisait la distance de Hubble pour le calculer.

## Amas de la Vierge
Bien que cette galaxie ne figure dans aucun groupe des sources consultées, sa désignation VCC 616 (Virgo Cluster Catalog) indique qu'elle fait partie de l'amas de la Vierge. Il s'agit d'une erreur, car les galaxies les plus lointaines de cet amas sont celles du groupe de NGC 4235, qui sont à une distance moyenne de 110 millions d'années-lumière.